# 1956년 조지아 시위
1956년 3월 시위(1956년 트빌리시 폭동 또는 3월 9일 대학살로도 알려짐)는 소비에트 그루지야의 니키타 흐루쇼프 탈스탈린화 정책에 대한 반응으로, 스탈린주의 사상을 지닌 젊은 조지아인들에게 충격을 주었고 그들의 국가에 대한 감정에 상처를 주었다. 항변의 진원지는 공화국의 수도 트빌리시였다. 스탈린 사망 3주년을 기념하고 니키타 흐루쇼프의 스탈린 비난을 신속하게 도시를 마비시키는 군중 시위와 폭동으로 발전시키기 위해 위해 자발적으로 집결했다. 곧바로, 모스크바 중앙정부의 변화와 같은 정치적인 요구와 소비에트 연방으로부터 조지아의 독립의 요청이 드러났다. 지방 정부 조지아 당국은 당황했고 혼란스러웠으며 소련군에게 책임을 물었다. 3월 9일 늦은 시각, 도시에 배치된 군인들은 정부 청사 앞에서 외견상 소비에트어 판으로 보이는 "자주-국방의 실현"이라고 쓰여진 피켓을 들고 시위하는 학생들에게 공격을 시작했다. 동요된 군중들은 3월 10일에도 저항을 계속했지만, 마침내 전차들에 의해 분산되었다. 사상자의 수는 어림잡아 수십에서 수백명이었다.
진압의 촉발에도 불구하고, 1956년의 사건은 후일에 조지아의 소비에트 연방에 대한 충성은 심히 위태롭게 되었고 국가의 통합을 증강하는 전환점이 되었다. 현대 소련학자 로날드 그리고르 수니의 견해로는, "소비에트 정부의 재빠르고 잔혹한 대응은 소비에트 체제가 변화하기 위해 얼마나 많은, 또한, 스탈린의 권위주의를 지속하기 위해 얼마나 많은 난제들을 해결해야 하는지에 대한 그들의 순전한 무능함을 묘사하는 것이다." 트빌리시 당국의 혼란은 당국이 권력의 근본적인 독점을 지속하기 위해서 그들의 결단에 의해 일부 제한되어야 했던 개혁의 핏빛 신호였다.

## 배경

### 흐루쇼프의 연설
1956년 2월 25일, 제20차 소비에트 연방 공산당 대회 비공개 회의에서, 소비에트의 지도자 니키타 흐루쇼프는 "비밀 연설"로 스탈린의 정치제도에 희한 활동을 비판하는 언사를 전했고, 특히 상부 당편성, 스탈린 우상화 발달, 블라디미르 레닌과 레프 트로츠키를 언급하며 공산주의 사상을 지탱하고 존속하는 것들을 비판했다.
초기 소비에트 공산주의의 지배적 상징을 확립했던 "수령과 "국가 원수"에 대한 소문은 그의 후계자에 의해 규탄되며 급속도로 소비에트 전역으로 퍼져나갔다. 상세한 정보는 알져지지 않았음데도, 그 소문은 소비에트 사회에 실제로 충격을 가져다 줬다.

### 조지아의 대응
조지아의 민족주의에 대한 스탈린의 가혹한 억압에도 불구하고, 니키타 흐루쇼프의 탈스탈린화 정책은, 역설적으로, 조지아의 국가적 위상에 충격을 가한 것이었다. 조지아의 젋은 세대는, 스탈린 통치의 어두운 측면을 완전히 알고 있지 않았고 러시아로 건너가 대 제국을 통치했고 널리 알려진 것과 같이 세계를 좌지우지 했으며, 조지아를 지배했던 스탈린을 자랑스럽게 생각하며 그의 "천재성"에 대한 찬사와 영구한 찬양의 감정이 깃들어 있었다. 그 때에, 러시아/소비에트의 통치자들의 손아귀에 있던 조지아가 스탈린을 폄하한다는 것은 조지아의 국가적 의식을 학대하는 것으로 밖에 보이지 않았다. 정치에 대한 반감과 애국심이 어울어져 향후에 조지아인이 "조지아가 낳은 위대한 아들"이라는 말을 너무나도 자주 즐겨하게 했으며 니키타 흐루쇼프가 그 지역의 모든 공포는 반어적으로 "온화한" 지도자 스탈린의 탓으로 하는 식의 풍자와 냉소적인 언행에 불을 붙였다. 쿠타이시의 콤소몰 단장과 특히 후-소비에트 그루지야 대통령이 된 에두아르트 셰바르드나제는 다음부터는 후르시초프의 연설 끝에 조지아에게 전하는, 그의 반어적인 표현, 특히 조지아의 젊은이들의 자부심에 상처를 입힐 수도 있는 언변을 주의할 것을 상기시켰다.
조지아에서 탈스탈린화가 야기시킨 고통스러운 반응은 다양하게 해석되었다. 1924년의 실패한 반란이래로 스탈린의 부활로 많이 해석되었고, 다르게는 조지아에 대한 애국심의 첫 번째 공개 표출로도 생각되었다. 러시아 과학 아카데미의 세르게이 아루티우노프에 의하면 :
| “ | 충성심의 이동은 그 당시의 그들에게는 너무 거대해서 쉽사리 실행할 수 없는 행태였다. 트란스캅카스에 연고가 있는 사람들을 위해, 니키타 흐루쇼프의 연설을 폭로할 의도가 전혀 없었다. 그러나 많은 조지아인들은 좀 더 특별나게 반응했다. 카르데나키의 소작농, 나의 할아버지가 태어난 동네, 그리고 내가 1940년대 초반에 이미 굴라그에 대하여 알게 해준 다른 많은 마을들로부터 온 사람들을 생각해 보라. 그 사람들은 절대로, 믿을 만한 사람이 있을 때 조차도, "콧수염을 기른 한사람", 아니면 더 숨김없이 "콧수염 난 야수"(에스 울바쉬아니 므트헤치)와 같은 다른 단어들로는 스탈린을 부르지 않는다. 지금와서 보면, 그들은 즉시 그들의 트랙터들과 대형 트럭들의 방풍 유리에다가 스탈린의 초상화를 붙였던 것이다... 이러한 것은 놀랄만한 정반대의 변화였다. 그러나 러시인의 입장에서 보면, 복종의 한가지 방식에서 또다른 방식으로 옮겨간 것 뿐이었다. 조지아의 관점에서의 그 변화는 한가지 불복종하는 태도에서 또 다른 불복종하는 태도로 옮겨갔던 것이다.[8] | ” |
라고 하였다.
조지아를 휩쓸고 간 그 사건은 소비에트의 압박으로 대부분은 보도되지 않았고 몇십년 동안 작품들의 금지 소재가 되었다. 사건의 내용들은 충돌의 빈도, 동시 보도, 현장 목격자들의 진술 기록들, 잔존한 몇몇 소비에트 비밀 문서들을 사용한 다양한 분석에 의해 복원될수 있었다.

## 시위

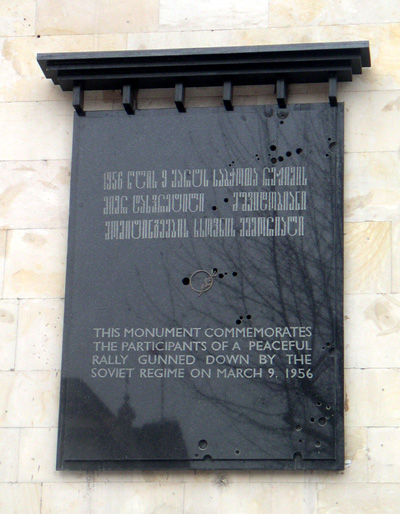
루스타벨리 대로에 과거 통신 본부 건물 앞의 대학살을 애도하는 기념 명판

그루지야 SSR의 내무부 장관 블라디미르 자니파바의 특별 보고서에 따르면, 트빌리시 도심의 쿠라 제방에 있는 스탈린 기념비 앞에서 스탈린 서거 3주년을 기념하기 위해 학생 단체들이 모여들던 1956년 3월 4일에 정치적인 불안이 시작되었다고 한다. 니키타 흐루쇼프의 연설에 분개한 그들은 그 지역에 저지선을 구축하고 있는 인민 경찰들에게 호전적이었다. 그루지야 공산당원 파라스티슈빌리는 술에 취해 술병을 든채로 스탈린 기념비에 올라가 술병을 깨고 이렇게 말하였다. "스탈린의 적들은 죽어버려라. 이 술병처럼." 사람들은 스탈린 기념비에 화환을 들고왔고, 더더욱 많은 사람들을 모여들었으며, 시위의 규모는 점진적으로 커져갔다. 혼란에 빠진 지방 당국은 그러한 활동들을 적극적으로 방해하지 않았다. 수도에서의 시위는 고리, 쿠타이시, 루스타비, 수후미와 같은 공화국의 다른 지역들에서도 흡사한 저항에 방아쇠를 당겼다.
3월 6일, 트빌리시의 시위는 더 조직적이 되었고 가담자 수는 더 많아졌다. 그날에 CPUS 중앙 위원회에서 비공개 서신 "개인 숭배의 현장에서"가 조지아의 장관들과 지역 기자들이 참석한 특별 회기에서 큰소리로 낭독되었다. 특별 회기에 대한 뉴스는 급속도로 트빌리시 전역으로 퍼져나갔고 그런 상황은 단계적으로 확대되었다. 3월 7일 이른 시각에, 트빌리시 국립대학교 학생들은 수업을 빼먹고 거리로 쏟아져 나와, 다른 학교의 학생들과 학동들과 합류했다. 시위대는 자동차 사이렌의 불협화음을 동반하여 "영원하여라. 위대한 스탈린! 끝이 없어라. 레닌과 트로츠키와 스탈린 당! 영원불멸 볼셰비키 소비에트 그루지야!"이라는 선전 문구를 외치며, 시위의 행렬은 루스타벨리 대로에서 레닌 광장으로 가는 트빌리시 주도로로 기울었으며, 정부 청사에서 멈추어섰고, 그 다음에는 시청으로 향했다. 경찰의 진압을 압도하며, 항변자들은 스탈린 기념비 앞에 한번 더 모여 들었다. 항변자들은 당국에 대한 그들의 요구 사항들을 토해냈다. 공유일인 3월 9일에, 모든 지역 신문들은 스탈린의 생애를 기리는 기사를 내고, 극장에서는 미헤일 챠우렐리가 제작한 베를린 함락과 잊지못할 1919년이라는 영화(두 영화 모두 스탈린 우상화에 대한 전형적인 단편 영화이다.)를 상영하고, 한때 조지아를 방문했었던 중국군 사령관 주더를 초청하라고 요구했다. 시위대의 수는 7만명에 육박했다. 소비에트 중앙 내무부는 처음에는 항의의 규모를 과소 평가했고 자니파바 장관이 작성한 정보 서신은 3월 8일이 지나서야 중앙 위원회에 도착했다.
그 당시, 도시는 마비되었다. 집회는 여러 장소에서 동시에 열렸고, 시위는 특히 레닌 광장과 화환이 씌워진 스탈린 기념비 앞에서는 더욱더 열렬했다. 도심의 거리들은 큰소리로 니키타 흐루쇼프를 규탄하고 스탈린의 명예 회복과 그의 기념일의 승인과를 요청하며 특히 브야체슬라프 몰로토프가 스탈린의 이름을 지켜줄 것을 요구하는 시위대의 물결로 가득찼다. 도로에 장애물이 설치되고 버스와 자동차들이 전복되었다. 군중들은 교통혼잡과 시위를 멈추게 하려는 여러 수단들까지 헤치고 앞으로 나아갔다. 저항자들의 차량과 경찰차의 운전자들끼리의 충돌이 잦았다. 몇몇 주동자들이 체포될 때, 시위는 더더욱 거세졌고, 군중들은 더 폭력적으로 변해갔다. 첫 번째 조지아인 장관 바실 므차바나드제는 항변자들을 위해 고심했고 조지아를 방문한 중국군 사령관 주더가 군중들에게 경의를 표할 것을 요구했지만, 그는 스탈린 기념비 방문을 거절했고 시위는 분산되지 않았다.
시위가 계속됨으로, 지역 당국은 그 상황 전체에 걸쳐 통제력을 상실하기 시작했다. 시위대는 조지아에 대한 애국심으로 호소하고, 공산주의자들은 충성심을 증명하므로 항변자들의 규모로 인해 도심은 마비되었고, 경찰은 경찰은 더욱더 나태하게 대응했다. 3월 9일 이른시각, 당국은 긴장을 완화시키려고 노력했으며 스탈린 추모 기념일 의식의 개최를 허락했다. 그러나 허가에 대한 뒤늦은 시도는 어떠한 결과도 가져다 주지 않았다. 다음 날, 스탈린 기념비 근처의 집회에서, 여러 당의 임원들이 참석한 가운데, 정치적인 요구 사항들이 큰소리로 낭독되었다. 논쟁의 여지가 있지만, 후일에 탄원 내용을 작성하려고 노력했던 루벤 키피아니의 증언에 따르면, 요구 사항들은, 첫째, CPSU 중앙위원회의 스탈린에 대한 "비공개 서신"을 보고할 것. 둘째, 아나타스 미코얀, 니콜라이 불가닌과 니키타 흐루쇼프를 그들의 직책들에서 해임할 것. 셋째, 새정부 수립. 넷째, 아제르바이잔 SSR의 첫 번째 장관 미르 자파 바피로프를 형무소에서 풀어줄 것. 다섯 번째, 소비에트 그루지야 임원 아카키 므겔라제와 므차바드제를 중앙 간부 위원회 위원으로 승진시킬 것. 여섯번째, 스탈린의 아들 바실리를 중앙 위원회 위원으로 임명할 것. 일곱번째, 사면 기구 설립. 모스크바로 이 전보를 전하기 위하여 루스타벨리 대로 근처에 있는 통신 본부로 거의 10명을 보내기로 결정하였다.
콜메유르네오비스 광장의 동등한 집회의 반 볼셰비키 감정은 점점 더 커져갔다. 사람들은 전-소비에트 그루지야의 국기를 휘날리며 오랫동안 억눌렸던 찬가 "디데바"를 노래했다. 평상복 차림의 몇몇 사람들은 전투에 지장을 주었고, 전단지들이 다음으로 나타났다. 현장 목격자들과 유대계 조지아인 작가 파이나 바아조바(다비드 바아조브의 딸)에 따르면, 전단지들은 조지아가 소비에트 연방으로부터 탈퇴할 것을 요청하고 있었고, 그런 요구는 전에는 들어본 적이 없다고 했다.
이어지는 이야기들은 좀 덜 명료하다. 그 다음 날, 이반 페듀닌스키가 이어 지휘하게 된 트란스캅카스 군관구의 병력들을 문제삼을지에 대한 결정은 모스크바에서 이루어졌다. 대부분의 조지아인 부대들은 의심스럽고 신뢰할 수 없었기 때문에 효율적으로 활용할 수 없는 지역들에 배치되었다. 소비에트 내무부의 임원들 트빌리시가 통제를 벗어났다고 보고했다. 그들이 들리는 바에 의하면 시위대 중 상당수가 술에 취해 무장하고 도시를 강탈하고 있었고 러시아인과 아르메니아인의 포그롬을 가만히 보기만 했고, 정부 청사를 포위할 계획을 세웠다고 주장했다.
같은날 저녁에 당국은 라디오를 통하여 집회를 중지할 것을 부르짖으며 호소했고 트빌리시의 수비대의 지휘관이 3월 10로 자정부터 시작되는 야간통행금지령을 내리고 있음을 알렸다. 많은 항변자들이 다가오는 위협을 감지했으며 도심부를 떠나기 시작했다. 자정이 지났지만, 대표로 임명된 박식한 사람들은 통신 본부 안으로 들여보내졌고 신원 확인 절차로 인해 외견상으로는 구류된 것 같았다. 군중들은 자신들의 대표자들을 구출하기 위해 건물로 돌격했고 본부 경비군들과 충돌이 잇달아 일어났다. 군대는 소용돌이 치는 본부를 지키고 항변자들을 막기 위해 군중들에게 발포를 시작했다. 동시에, 레닌 광장과 스탈린 기념비에서 시위대를 내쫓기 위해 전차들이 기동했다. 항변자들은 3월 10일 집회를 재개하려고 했지만, 그들은 병력들에 의해 다시 분산되었다. 수백명은 안될지라도 수십명이 그 탄압 과정에서 죽어나갔다. 아무런 공적인 보고도 없었지만, 각소의 사상자수는 어림잡아 106~800명으로 추산된다. 수백명이 상처를 입고 부상을 당했다. 200명 이상이 계속되는 보복행위로 체포되었고 그 결과로 상당수가 시베리아의 강제 노동 수용소로 추방되었다.

## 결과
1956년 3월의 집회들은 그루지야 공산당원들이 사람들과 단결을 표현함으로써 당 내부 분열의 틈새를 넓혔다. 1956년 7월에, 모스크바 중앙 위원회는 그루지야 공산당의 지도자들을 비판하는 결의안을 공포했고, 동년 8월에는 트빌리시의 두 번째 장관직은 러시아인으로 교체되었다. 그때에 들어, 므차바나드제는 기자 회견에서 사상자 수를 최소화 하여 답변한 것에 대해서와 당의 새로운 계획을 펼치려는 강연 프로그램을 후원하는 것에 대해서 조지아인들을 진정시키는데 성공을 거두었다. 므챠바나드제는 1957년 6월에 간부 위원회의 후보 일원으로 떠오르게 되었다.
1978년 4월 전까지는 조지아가 소비에트 통치에 도전하는 아무런 명백한 시도가 없었는데도 불구하고, 조지아인들은 모스크바의 소비에트 정부에 저항하는 원한을 계속 품고 있었다. 조지아의 많은 사람들이 니키타 흐루쇼프의 항변자들에게 군대의 발포를 명령한 것에 대한 개인적인 책임을 물었다. 트빌리시 사건은, 발틱을 가능한한 제외하고, 분명한, 소비에트 연방의 속국으로부터 조지아의 일탈을 의미한다. 연방에 대한 충성을 진지하게 받아들이지 않았고 반 볼셰비키 감정은 조지아의 애국심을 재건하는데 필수 요소가 되었다. 처음으로 조지아의 비밀 단체들이 조지아가 소비에트 연방에서 탈퇴할 것을 노골적으로 요구한 것으로 드러난 1956년 사건의 즉각적인 여파이다. 그들은 전형적으로 소규모였고 무장하지 않았으므로 소비에트 당국은 재빨리 그들을 중립화시킬 수 있었다. 그러나, 그들은 10대 시절에 둘다 1956년 집회의 시위 참가자였던 메랍 코스타바와 즈뱌드 감므사쿠르디아와 같은, 새로운 반체제 세대의 기원이 되었다. 그리고 그 새로운 세대의 시초 둘은 1980년대에 조지아의 독립 투쟁을 이끌게 된다.

## 참고 문헌
1. ↑  Nahaylo, Bohdan; Swoboda, Victor (1990), Soviet disunion: a history of the nationalities problem in the USSR, p. 120. Free Press, ISBN 0-02-922401-2
2. 1 2 3 4 5 6 7 8 9 10 11  Kozlov, Vladimir A (transl. by MacKinnon, Elaine McClarnand; 2002), Mass Uprisings in the USSR: Protest and Rebellion in the Post-Stalin Years, pp. 112-136. M.E. Sharpe, ISBN 0-7656-0668-2
3. 1 2 3 4 5 6 7  Suny, Ronald Grigor (1994), The Making of the Georgian Nation, pp. 303-305. Indiana University Press, ISBN 0-253-20915-3
4. 1 2 3 4  Cornell, Svante E. (2002), Autonomy and Conflict: Ethnoterritoriality and Separatism in the South Caucasus: Cases in Georgia, pp. 146-149. Uppsala University, Department of Peace and Conflict Research, ISBN 91-506-1600-5
5. 1 2 3  Tarkhan-Mouravi, George, From Independence to Independence: 70 Years of Soviet Georgia, chapter in: Awde, Nicholas; Wright, John (ed., 1998), The Georgians: A Handbook. Curzon Press, ISBN 0-7007-0640-2 (draft text)
6. 1 2 3  Lang, David Marshall (1962), A Modern History of Georgia, pp. 264-265. London: Weidenfeld and Nicolson.
7. 1 2 3  (러시아어) Lurye, Lev; Malyarova, Irina (2007), 1956 год. Середина века (1956. The mid-century)  보관됨 2012-03-14 - 웨이백 머신. Olma Media Group, ISBN 5-7654-4961-1
8. ↑  Mead, Margaret; Rickman, John; Gorer, Geoffrey (2001), Russian Culture, p. xviii. Berghahn Books, ISBN 1-57181-230-X, 9781571812308
9. ↑  Sakwa, Richard (1998), Soviet Politics in Perspective, p. 243. Routledge, ISBN 0-415-07153-4
10. ↑  (러시아어) Berets, Sergey, Кризис коммунистического движения (Crisis of the Communist movement). BBC News. March 6, 2006

## 같이 보기
- 개인 숭배
- 탈스탈린화
- 1978년 트빌리시 시위
- 4월 9일 비극
- 1956년 헝가리 혁명
- 포즈난 1956년 저항
- 프라하의 봄